# Wilkasy (Giżycko)
Wilkasy est un village polonais de la voïvodie de Varmie-Mazurie, dans le powiat de Giżycko.